# Топи антилопа
Топи антилопа (лат. Damaliscus lunatus) је врста сисара из породице шупљорожаца (Bovidae) и рода Damaliscus.

## Подврсте
Подврсте топи антилопе:
- Топи, D. l. topi (подврста из источне Африке)
- Џимела, D. l. jimela (подврста из области Великих језера)
- Коригум, D. l. korrigum (подврста из западне Африке)
- Тианг, D. l. tiang (подврста из Чада и Централноафричке Републике)
- Сасаби, D. l. lunatus (подврста из јужне Африке)

Могуће подврсте:
- Бангвеулски сасаби (Damaliscus lunatus superstes) из североисточне Замбије, који је сматран за подврсту топи антилопе је 2003. признат као посебна врста Damaliscus superstes. Међутим, неки аутори га и даље сматрају подврстом топи антилопе.[1]

Према неким ауторима, јужна подврста сасаби (Damaliscus lunatus lunatus) чини посебну врсту Damaliscus lunatus, док северне подврсте чине врсту Damaliscus korrigum. У том случају у оквиру северне врсте признају се три подврсте Damaliscus korrigum korrigum (која укључује Damaliscus lunatus korrigum и Damaliscus lunatus tiang), Damaliscus korrigum jimela и Damaliscus korrigum topi.

## Опис
Боја тела северних подврсти топи антилопе је кестењаста, с` изузетком горњих делова ногу и њушке који су црне боје и доњих делова ногу који су окер боје.
Боја тела сасабија јужне подврсте топи антилопе је кестењаста, а њушка је црне боје.
Представници оба пола имају закривљене рогове који имају облик лире. Топи антилопе достижу висину у раменима од 100 до 130 цм, и тежину до 160 кг.
У дивљини топи антилопе достижу старост од 15 година, али је у неким областима просечан животни век значајно краћи због прекомерног лова и уништења станишта.

## Понашање
Топи антилопа је биљојед и воли отворене саване. Креће се полако, али бежећи од грабљиваца може да достигне брзину до 70 км на час.
Живи у малим крдима, која се састоје од доминантног мужјака и у просеку осам женки и њихових младунаца. Доминантни мужјак избацује младе мужјаке из крда кад достигну старост од годину дана, док младе женке обично остају у крду. У првим годинама живота, млади мужјаци формирају посебна крда, која напуштају када напуне четири године и тада покушавају да преузму улогу доминантног мужјака у мешовитим крдима. Доминантни мужјаци бране своје крдо од изазивача. Сукоб два мужјака се обично решава тако што мужјаци праве претеће покрете, док се један од њих не повуче. У неким случајевима, долази до озбиљних борби, у којима се користе рогови. Мужјаци који изгубе бивају избачени из крда, и настављају живот сами.

## Распрострањење
Ареал топи антилопе обухвата већи број држава. Врста је присутна у ДР Конгу, Замбији, Анголи, Судану, Нигеру, Нигерији, Етиопији, Сомалији, Кенији, Танзанији, Централноафричкој Републици, Чаду, Руанди, Свазиленду, Уганди, Камеруну, Зимбабвеу, Јужноафричкој Републици, Бенину, Боцвани, Буркини Фасо, Гани и Намибији. Врста је можда изумрла у Тогу. Изумрла је у Гамбији, Мауританији, Бурундију, Малију, Сенегалу и Мозамбику. Поново је вештачки уведена у Свазиленду.

## Станиште
Станишта врсте су шуме, саване, травна вегетација, екосистеми ниских трава и шумски екосистеми и речни екосистеми.

## Угроженост
Ова врста је наведена као последња брига, јер има широко распрострањење и честа је врста.